# Aloe deserti
Aloe deserti ist eine Pflanzenart der Gattung der Aloen in der Unterfamilie der Affodillgewächse (Asphodeloideae). Das Artepitheton deserti stammt aus dem Lateinischen und bedeutet ‚aus der Wüste‘.

## Beschreibung

### Vegetative Merkmale
Aloe deserti wächst stammbildend und ist spärlich verzweigt. Aufrechte Stämme sind bis zu 75 Zentimeter lang und 4 bis 5 Zentimeter breit. Sind sie niederliegend, dann erreichen sie eine Länge von bis zu 100 Zentimetern. Die etwa 16 bis 20 lanzettlichen und spitz zulaufenden Laubblätter bilden lockere Rosetten. Die Laubblätter auf den obersten 20 bis 30 Zentimetern der Stämme sind ausdauernd. Die trübgrüne Blattspreite besitzt einen bräunlichen Schein. Sie ist 40 bis 45 Zentimeter lang und 7 bis 8 Zentimeter breit. Auf der leicht rauen Blattoberfläche befinden sich elliptische, weiße Flecken, die jedoch auch fehlen können. Die stechenden, hellbraunen Zähne am Blattrand sind 2 bis 4 Millimeter lang und stehen 10 bis 15 Millimeter voneinander entfernt.

### Blütenstände und Blüten

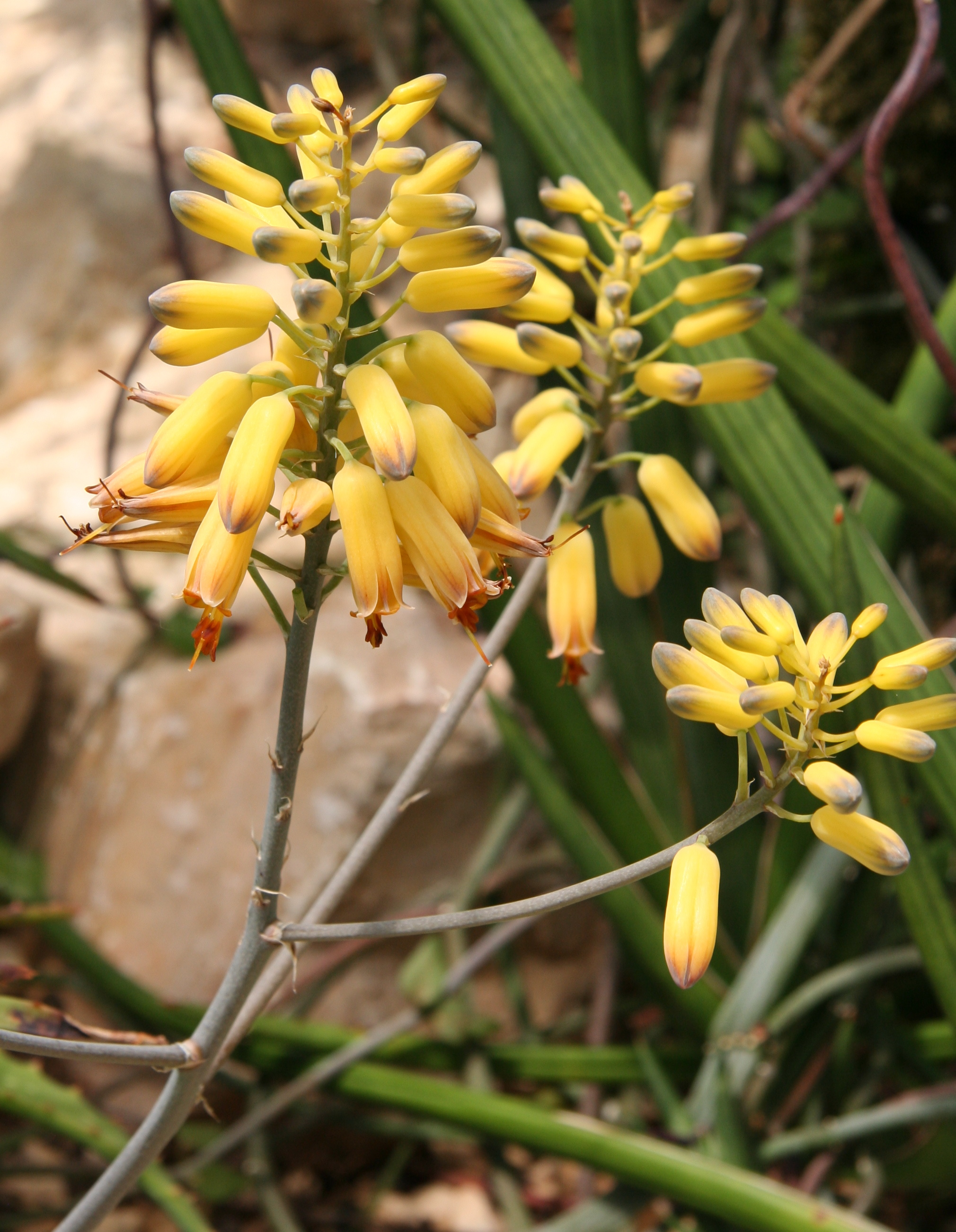
Blütenstand und Einzelblüten

Der Blütenstand besteht aus drei bis acht Zweigen und ist 120 bis 150 Zentimeter lang. Die ziemlich lockeren, zylindrischen bis leicht spitz zulaufenden Trauben sind bis zu 25 Zentimeter lang und 7 Zentimeter breit. Die Trauben sind anfangs schlaff und zur Knospenzeit überhängend. Während des Öffnens der Blüten werden sie steif und aufrecht. Die eiförmig-spitzen Brakteen weisen eine Länge von 12 bis 15 Millimeter auf und sind 6 bis 8 Millimeter breit. Die trüb rosaroten, bereiften und an ihre Mündung helleren Blüten stehen an 7 bis 10 Millimeter langen Blütenstielen. Die Blüten sind 28 bis 35 Millimeter lang und an ihrer Basis kurz verschmälert. Auf Höhe des Fruchtknotens weisen sie einen Durchmesser von 8 Millimeter auf. Darüber sind sie leicht verengt und schließlich zu ihrer Mündung hin erweitert. Ihre äußeren Perigonblätter sind auf einer Länge von 14 bis 18 Millimetern nicht miteinander verwachsen. Die Staubblätter und der Griffel ragen 3 bis 4 Millimeter aus der Blüte heraus.

## Systematik, Verbreitung und Gefährdung
Aloe deserti ist in Kenia und Tansania auf sandig-steinigen Böden im Gras oder am Rand von Dickichten in Höhenlagen von 550 bis 1825 Metern verbreitet.
Die Erstbeschreibung durch Alwin Berger wurde 1905 veröffentlicht.
Aloe deserti wird in der Roten Liste gefährdeter Arten der IUCN als „Near Threatened (NT)“, d. h. gering gefährdet, eingestuft.

## Nachweise